# McGill
McGill és una concentració de població designada pel cens dels Estats Units a l'estat de Nevada. Segons el cens del 2000 tenia 1.054 habitants.

## Demografia
Segons el cens del 2000, McGill tenia 1.054 habitants, 448 habitatges, i 306 famílies La densitat de població era de 368,3 habitants per km².
Dels 448 habitatges en un 26,6% hi vivien nens de menys de 18 anys, en un 54,9% hi vivien parelles casades, en un 8,5% dones solteres, i en un 31,7% no eren unitats familiars. En el 27,9% dels habitatges hi vivien persones soles el 14,1% de les quals corresponia a persones de 65 anys o més que vivien soles. El nombre mitjà de persones vivint en cada habitatge era de 2,35 i el nombre mitjà de persones que vivien en cada família era de 2,89.
Per edats la població es repartia de la següent manera: un 24,7% tenia menys de 18 anys, un 6,4% entre 18 i 24, un 22,7% entre 25 i 44, un 25,0% de 45 a 64 i un 21,2% 65 anys o més.
L'edat mediana era de 42,6 anys. Per cada 100 dones hi havia 97,75 homes. Per cada 100 dones de 18 o més anys hi havia 97,51 homes.
La renda mediana per habitatge era de 32.039 $ i la renda mediana per família de 42.679 $. Els homes tenien una renda mediana de 36.149 $ mentre que les dones 19.813 $. La renda per capita de la població era de 15.643 $. Aproximadament l'11,0% de les famílies i el 10,5% de la població estaven per davall del llindar de pobresa.

## Poblacions més properes
El següent diagrama mostra les poblacions més properes.